# Belinda Balaski
 (mars 2019).
Si vous disposez d'ouvrages ou d'articles de référence ou si vous connaissez des sites web de qualité traitant du thème abordé ici, merci de compléter l'article en donnant les références utiles à sa vérifiabilité et en les liant à la section « Notes et références ».
Belinda Balaski est une actrice américaine née le 8 décembre 1947 à Inglewood en Californie.

## Filmographie

### Cinéma
- 1974 : Black Eye : Mary
- 1976 : Bobbie Jo and the Outlaw : Essie Beaumont
- 1976 : Soudain... les monstres : Rita
- 1976 : Cannonball : Maryann
- 1978 : Till Death : Anne Ryan
- 1978 : Piranhas : Betsy
- 1979 : Up Yours : Helen
- 1981 : Hurlements : Terry Fisher
- 1984 : Gremlins : Mme Joe Harris
- 1985 : Explorers
- 1987 : Cheeseburger film sandwich : Bernice Pitnik
- 1990 : Gremlins 2 : La Nouvelle Génération : la mère au cinéma
- 1993 : Panic sur Florida Beach : la mère de Stan
- 1997 : American Perfekt : Rita
- 1998 : Small Soldiers : la voisine
- 2001 : The Vampire Hunters Club : la mère vampire
- 2016 : Blackstar Canyon : Marie Cochran

### Télévision
- 1974 : Sur la piste du crime : Sue (1 épisode)
- 1974 : The Cowboys : Obie Graff (1 épisode)
- 1974 : Locuts : Janet Willimer
- 1974-1986 : ABC Afterschool Special : Anna et Cindy Britton (2 épisodes)
- 1975 : The Wide World of Mystery : Beckie (1 épisode)
- 1975 : Baretta : Nicole (1 épisode)
- 1975 : Section 4 : Judy Collins (1 épisode)
- 1975 : Force Five : Ginger
- 1975 : Death Scream (en) : Jenny Storm
- 1977 : Starsky et Hutch : Ginny Simpson (1 épisode)
- 1977 : Le Voyage extraordinaire : Arla (1 épisode)
- 1977 : Having Babies 2 : Ann
- 1978 : Drôles de dames : Sue Kantrelle (1 épisode)
- 1979 : La Conquête de l'Ouest : Missy (1 épisode)
- 1979 : Vegas : Lucille (1 épisode)
- 1979 : Victime : Lynn Hollister
- 1983 : L'Agence tous risques : la mère de Jimmy (1 épisode)
- 1984 : Anatomy of an Illness
- 1984 : ABC Weekend Specials : Margaret Landry (1 épisode)
- 1985 : Matt Houston : Lois (1 épisode)
- 1985 : Rick Hunter : Judy (1 épisode)
- 1986 : Simon et Simon : Darlene Cooper (1 épisode)
- 1987 : CBS Schoolbreak Special : Helen Green (1 épisode)
- 1987 : Prise au piège : Terry
- 1987 : Proud Men : Nell
- 1988 : Our House : Mme Caulder (1 épisode)
- 1988 : Santa Barbara : Joan Stiller (1 épisode)
- 1989 : Falcon Crest : Dr Stephanie Ambrose (3 épisodes)
- 1990 : Le Père Dowling : Scrub Nurse (1 épisode)
- 1991-1992 : Marshall et Simon : la mère et Winifred Swanson (2 épisodes)
- 1992 : FBI : The Untold Stories (1 épisode)
- 1992 : La Voix du silence : Phyllis Cleary (1 épisode)
- 1992-1996 : Alerte à Malibu : Cleo Jennings et la mère inquiète (2 épisodes)
- 1994 : Rebel Highway : Mme Nicholson (1 épisode)
- 1996 : Seduced by Madness: The Diane Borchardt Story : la principale (2 épisodes)
- 1997 : The Second Civil War : la designer graphique
- 1998 : The Warlord: Battle for the Galaxy : la femme de Barterer